# کلی نیکولز
کلی نیکولز (انگلیسی: Kelly Nichols؛ زاده ۸ ژوئن ۱۹۵۶) یک بازیگر پورنوگرافی اهل ایالات متحده آمریکا است.